# Llista de manifestacions de les Illes Balears
Aquesta és una llista de les manifestacions o concentracions de les Illes Balears més importants des de la mort de Franco (1975).
| Data                   | Lloc  | Recorregut                          | Motiu                                           | Lema                                     | Organitzadors                             | Assistents       | Referències   | Observacions |
| ---------------------- | ----- | ----------------------------------- | ----------------------------------------------- | ---------------------------------------- | ----------------------------------------- | ---------------- | ------------- | ------------ |
| 29 d'octubre de 1977   | Palma |                                     | Reclamació de l'Estatut d'autonomia             |                                          |                                           |                  | [ 1 ]         |              |
| 26 de novembre de 1992 | Palma |                                     | Defensa de la Llei d'Espais Naturals            |                                          | GOB                                       | 26 000           | [ 2 ]         |              |
| 1995                   | Palma |                                     | Defensa de la llengua                           |                                          | Obra Cultural Balear                      | 30 000           | [ 3 ]         |              |
| juliol de 1997         | Palma |                                     | Condemna de l'assassinat de Miguel Ángel Blanco |                                          |                                           |                  |               |              |
| 12 de novembre de 1998 | Palma |                                     | Defensa del territori                           |                                          | GOB                                       | 25 000           | [ 4 ]         |              |
| 15 de febrer del 2003  | Palma |                                     | Contra la Guerra de l'Iraq                      |                                          |                                           | 40 000           | [ 5 ]         |              |
| 15 de març del 2003    | Palma |                                     | Contra la Guerra de l'Iraq                      |                                          |                                           | 15 000 - 20 000  |               |              |
| 29 de març del 2003    | Palma |                                     | Contra la Guerra de l'Iraq                      |                                          |                                           |                  | [ 8 ] [ 9 ]   |              |
| 14 de febrer del 2004  | Palma |                                     | Defensa del territori                           | Qui estima Mallorca no la destrueix      |                                           | 50 000           | [ 10 ]        |              |
| 12 de març de 2004     | Palma |                                     | Rebuig als atemptats de l'11-M                  |                                          |                                           | 130 000          | [ 6 ]         |              |
| 18 de març de 2007     | Palma |                                     | Defensa del territori                           | Prou destrucció, salvem Mallorca         | GOB                                       | 50 000           | [ 11 ]        |              |
| 25 de març de 2012     | Palma |                                     | Defensa de la llengua                           | Sí a la nostra llengua                   | Obra Cultural Balear                      | 50 000           | [ 12 ] [ 13 ] |              |
| 29 de març de 2012     | Palma |                                     | Contra la reforma laboral                       |                                          |                                           | 20 000 - 60 000  | [ 14 ]        |              |
| 14 de novembre de 2012 | Palma |                                     | Contra les retallades                           |                                          |                                           | 40 000 - 60 000  | [ 15 ] [ 16 ] |              |
| 29 de setembre de 2013 | Palma | Plaça d'Espanya - Plaça de la Reina | Contra el TIL                                   | Contra la imposició, defensem l'educació | Assemblea de Docents de les Illes Balears | 80 000 - 120 000 | [ 17 ] [ 18 ] |              |

| Color | Ideologia              |
| ----- | ---------------------- |
|       | Reivindicació nacional |
|       | Ecologista             |
|       | Pacifista              |
|       | Social                 |